# Qualifications des épreuves de badminton aux Jeux olympiques d'été de 2012
Pour un article plus général, voir Badminton aux Jeux olympiques d'été de 2012.
Les qualifications des épreuves de badminton aux Jeux olympiques d'été de 2012 sont fondées sur les résultats des athlètes au cours de la période du 2 mai 2011 au 29 avril 2012. Le classement officiel du 3 mai 2012 est utilisée pour répartir les places, jusqu'à un total de 38 places dans chaque épreuve de simple et 16 places (paires) dans chaque épreuve de double.
Chaque pays peut aligner jusqu'à 3 joueurs en simple et deux équipes pour les épreuves en double, soit un maximum de 18 joueurs par nation. 
Pour chaque athlète masculin qui se qualifie dans plus d'une discipline, une place supplémentaire en simple masculin se libère. Si pour un continent, aucun athlète n'est qualifié, c'est le joueur le mieux classé de ce continent qui obtient le quota.

## Critère de qualification
Le principal critère de qualification est le classement au 3 mai 2012 publié par la Fédération internationale de badminton. Il qualifie un total de 16 paires dans chaque épreuve de double et 38 athlètes dans chaque épreuve de simple, de la manière suivante :
- Classés de 1er à 4e : Les athlètes ou les paires sont qualifiés sauf si le CNO a déjà qualifié 3 athlètes ou 3 paires.
- Classés de 5e à 16e : Les athlètes ou les paires sont qualifiés sauf si le CNO a déjà qualifié 2 athlètes ou 2 paires.
- Classés 17e ou au-delà : Les athlètes ou les paires sont qualifiés sauf si le CNO a déjà qualifié 1 athlète ou 1 paire.

Chaque continent est assuré d'une place pour chaque épreuve. Si les critères ne sont pas satisfaits par la méthode de sélection décrite ci-dessus, c'est l'athlète ou la paire la mieux classé qui est qualifié. S'il n'y a pas d'athlète ou de paire dans ce classement, c'est le vainqueur du championnat continental le plus récent qui est qualifié. Un pays ne peut bénéficier de cette règle plus de deux fois.
Le pays hôte (la Grande-Bretagne) bénéficie automatiquement de 2 places de réservées, si les critères de qualification ne sont pas atteints.
Pour chaque épreuve en simple, deux places seront également octroyées (sur invitation) par la Commission tripartite et la Fédération Internationale.

## Répartition globale des places
| CNO                | Hommes Simple | Hommes Double | Femmes Simple | Femmes Double | Mixte Double | Total  | Total    |
| CNO                | Hommes Simple | Hommes Double | Femmes Simple | Femmes Double | Mixte Double | Quotas | Athlètes |
| ------------------ | ------------- | ------------- | ------------- | ------------- | ------------ | ------ | -------- |
| Afrique du Sud     |               | 1             |               | 1             |              | 2      | 4        |
| Allemagne          | 1             | 1             | 1             |               | 1            | 4      | 6        |
| Australie          |               | 1             | 1             | 1             |              | 3      | 5        |
| Autriche           | 1             |               | 1             |               |              | 2      | 2        |
| Belgique           | 1             |               | 1             |               |              | 2      | 2        |
| Biélorussie        |               |               | 1             |               |              | 1      | 1        |
| Bulgarie           |               |               | 1             |               |              | 1      | 1        |
| Canada             |               |               | 1             | 1             | 1            | 3      | 4        |
| Corée du Sud       | 2             | 2             | 2             | 2             | 1            | 9      | 12       |
| Chine              | 3             | 2             | 3             | 2             | 2            | 12     | 17       |
| Taipei chinois     | 1             | 1             | 2             | 1             | 1            | 6      | 8        |
| Danemark           | 2             | 1             | 1             | 1             | 2            | 7      | 9        |
| Égypte             |               |               | 1             |               |              | 1      | 1        |
| Espagne            | 1             |               | 1             |               |              | 2      | 2        |
| Estonie            | 1             |               |               |               |              | 1      | 1        |
| États-Unis         |               | 1             | 1             |               |              | 2      | 3        |
| Finlande           | 1             |               | 1             |               |              | 2      | 2        |
| France             | 1             |               | 1             |               |              | 2      | 2        |
| Guatemala          | 1             |               |               |               |              | 1      | 1        |
| Hong Kong          | 1             |               | 1             | 1             |              | 3      | 4        |
| Islande            |               |               | 1             |               |              | 1      | 1        |
| Inde               | 1             |               | 1             | 1             | 1            | 4      | 5        |
| Indonésie          | 2             | 1             | 1             | 1             | 1            | 6      | 9        |
| Irlande            | 1             |               | 1             |               |              | 2      | 2        |
| Israël             | 1             |               |               |               |              | 1      | 1        |
| Italie             |               |               | 1             |               |              | 1      | 1        |
| Japon              | 2             | 1             | 1             | 2             | 1            | 7      | 11       |
| Lituanie           |               |               | 1             |               |              | 1      | 1        |
| Malaisie           | 1             | 1             | 1             |               | 1            | 4      | 6        |
| Maldives           | 1             |               |               |               |              | 1      | 1        |
| Mexique            |               |               | 1             |               |              | 1      | 1        |
| Norvège            |               |               | 1             |               |              | 1      | 1        |
| Ouganda            | 1             |               |               |               |              | 1      | 1        |
| Pays-Bas           |               |               | 1             |               |              | 1      | 1        |
| Pérou              | 1             |               | 1             |               |              | 2      | 2        |
| Pologne            | 1             | 1             | 1             |               | 1            | 4      | 6        |
| Portugal           | 1             |               | 1             |               |              | 2      | 2        |
| République tchèque | 1             |               | 1             |               |              | 2      | 2        |
| Grande-Bretagne    | 1             |               | 1             |               | 1            | 3      | 4        |
| Russie             | 1             | 1             | 1             | 1             | 1            | 5      | 6        |
| Singapour          | 1             |               | 1             | 1             |              | 3      | 4        |
| Slovaquie          |               |               | 1             |               |              | 1      | 1        |
| Slovénie           |               |               | 1             |               |              | 1      | 1        |
| Sri Lanka          | 1             |               | 1             |               |              | 2      | 2        |
| Suisse             |               |               | 1             |               |              | 1      | 1        |
| Suriname           | 1             |               |               |               |              | 1      | 1        |
| Suède              | 1             |               |               |               |              | 1      | 1        |
| Thaïlande          | 1             | 1             | 1             |               | 1            | 4      | 6        |
| Turquie            |               |               | 1             |               |              | 1      | 1        |
| Ukraine            | 1             |               | 1             |               |              | 2      | 2        |
| Viêt Nam           | 1             |               |               |               |              | 1      | 1        |
| Total: 57 pays     | 40            | 16            | 46            | 16            | 16           | 134    | 172      |

## Qualifiés
En rose, les athlètes satisfaisant les critères de qualification, mais qui ne prendront pas part à la compétition.

### Simple messieurs
| Pos | Rang | Athlète                  | NOC                | Note                              |
| --- | ---- | ------------------------ | ------------------ | --------------------------------- |
| 1   | 1    | Lee Chong Wei            | Malaisie           | Asie                              |
| 2   | 2    | Lin Dan                  | Chine              |                                   |
| 3   | 3    | Chen Long                | Chine              |                                   |
| 4   | 4    | Chen Jin                 | Chine              |                                   |
| 5   | 5    | Peter Gade               | Danemark           | Europe                            |
| 6   | 6    | Sho Sasaki               | Japon              |                                   |
| 7   | 7    | Lee Hyun-il              | Corée du Sud       |                                   |
| 8   | 8    | Kenichi Tago             | Japon              |                                   |
| 9   | 9    | Simon Santoso            | Indonésie          |                                   |
| 10  | 11   | Nguyễn Tiến Minh         | Viêt Nam           |                                   |
| 11  | 12   | Taufik Hidayat           | Indonésie          |                                   |
| 12  | 13   | Jan Ø. Jørgensen         | Danemark           |                                   |
| 13  | 14   | Son Wan-ho               | Corée du Sud       |                                   |
| 14  | 15   | Marc Zwiebler            | Allemagne          |                                   |
| 15  | 19   | Rajiv Ouseph             | Grande-Bretagne    |                                   |
| 16  | 20   | Wong Wing Ki             | Hong Kong          |                                   |
| 17  | 22   | Pablo Abián              | Espagne            |                                   |
| 18  | 24   | Kashyap Parupalli        | Inde               |                                   |
| 19  | 25   | Hsu Jen-hao              | Taipei chinois     |                                   |
| 20  | 28   | Boonsak Ponsana          | Thaïlande          |                                   |
| 21  | 29   | Kevin Cordón             | Guatemala          | Amériques                         |
| 22  | 34   | Przemysław Wacha         | Pologne            |                                   |
| 23  | 36   | Brice Leverdez           | France             |                                   |
| 24  | 37   | Ville Lång               | Finlande           |                                   |
|     | 40   | Eric Pang                | Pays-Bas           |                                   |
| 25  | 42   | Zi Liang Derek Wong      | Singapour          |                                   |
| 26  | 43   | Henri Hurskainen         | Suède              |                                   |
| 27  | 45   | Vladimir Ivanov          | Russie             |                                   |
| 28  | 46   | Dmytro Zavadsky          | Ukraine            |                                   |
| 29  | 47   | Niluka Karunaratne       | Sri Lanka          |                                   |
| 30  | 50   | Tan Yuhan                | Belgique           |                                   |
| 31  | 59   | Pedro Martins            | Portugal           |                                   |
| 32  | 60   | Michael Lahnsteiner      | Autriche           |                                   |
| 33  | 64   | Misha Zilberman          | Israël             |                                   |
| 34  | 65   | Rodrigo Pacheco Carrillo | Pérou              | Redistribution de quota inutilisé |
| 35  | 66   | Raul Must                | Estonie            | Redistribution de quota inutilisé |
| 36  | 67   | Scott Evans              | Irlande            | Redistribution de quota inutilisé |
| 37  | 70   | Petr Koukal              | République tchèque | Redistribution de quota inutilisé |
| 38  | 98   | Edwin Ekiring            | Ouganda            | Afrique                           |
|     | 121  | James Eunson             | Nouvelle-Zélande   | Océanie                           |
| 39  | 221  | Virgil Soeroredjo        | Suriname           | Invitation                        |
| 40  | 226  | Mohammad Ajfan Rasheed   | Maldives           | Invitation                        |

### Simple dames
| Pos | Rang | Athlète                | Pays               | Note                              |
| --- | ---- | ---------------------- | ------------------ | --------------------------------- |
| 1   | 1    | Wang Yihan             | Chine              | Asie                              |
| 2   | 2    | Wang Xin               | Chine              |                                   |
|     | 3    | Wang Shixian           | Chine              |                                   |
| 3   | 4    | Li Xuerui              | Chine              | Redistribution de quota inutilisé |
| 4   | 5    | Saina Nehwal           | Inde               |                                   |
| 5   | 7    | Tine Baun              | Danemark           | Europe                            |
| 6   | 8    | Juliane Schenk         | Allemagne          |                                   |
| 7   | 9    | Cheng Shao-chieh       | Taipei chinois     |                                   |
| 8   | 10   | Sung Ji-hyun           | Corée du Sud       |                                   |
| 9   | 11   | Ratchanok Intanon      | Thaïlande          |                                   |
| 10  | 12   | Tai Tzu-ying           | Taipei chinois     |                                   |
| 11  | 13   | Bae Youn-joo           | Corée du Sud       |                                   |
| 12  | 15   | Sayaka Sato            | Japon              |                                   |
| 13  | 16   | Gu Juan                | Singapour          |                                   |
| 14  | 18   | Jie Yao                | Pays-Bas           |                                   |
| 15  | 20   | Petya Nedelcheva       | Bulgarie           |                                   |
| 16  | 21   | Pi Hongyan             | France             |                                   |
| 17  | 22   | Michelle Li            | Canada             | Amériques                         |
| 18  | 23   | Yip Pui Yin            | Hong Kong          |                                   |
| 19  | 27   | Carolina Marín         | Espagne            |                                   |
| 20  | 33   | Agnese Allegrini       | Italie             |                                   |
|     | 34   | Maria Febe Kusumastuti | Indonésie          |                                   |
| 21  | 36   | Susan Egelstaff        | Grande-Bretagne    |                                   |
| 22  | 37   | Neslihan Yiğit         | Turquie            |                                   |
| 23  | 39   | Anastasie Prokopenko   | Russie             |                                   |
| 24  | 40   | Adriyanti Firdasari    | Indonésie          | Redistribution de quota inutilisé |
|     | 41   | Jeanine Cicognini      | Suisse             |                                   |
| 25  | 44   | Chloe Magee            | Irlande            |                                   |
| 26  | 45   | Larisa Griga           | Ukraine            |                                   |
|     | 46   | Michelle Chan          | Nouvelle-Zélande   | Océanie                           |
| 27  | 47   | Kristina Gavnholt      | République tchèque |                                   |
| 28  | 55   | Lianne Tan             | Belgique           |                                   |
| 29  | 57   | Rena Wang              | États-Unis         |                                   |
| 30  | 59   | Tee Jing Yi            | Malaisie           |                                   |
|     | 65   | Anne Hald Jensen       | Grèce              |                                   |
| 31  | 68   | Victoria Montero       | Mexique            |                                   |
| 32  | 69   | Sabrina Jaquet         | Suisse             | Redistribution de quota inutilisé |
| 33  | 70   | Anu Nieminen           | Finlande           |                                   |
| 34  | 71   | Telma Santos           | Portugal           |                                   |
| 35  | 72   | Ragna Ingolfsdottir    | Islande            |                                   |
| 36  | 75   | Victoria Na            | Australie          | Redistribution de quota inutilisé |
| 37  | 76   | Kamila Augustyn        | Pologne            | Redistribution de quota inutilisé |
|     | 80   | Claudia Mayer          | Autriche           | Redistribution de quota inutilisé |
| 38  | 84   | Simone Prütsch         | Autriche           | Redistribution de quota inutilisé |
| 39  | 87   | Maya Tvrdy             | Slovénie           | Redistribution de quota inutilisé |
| 40  | 89   | Akvile Stapusaityte    | Lituanie           | Redistribution de quota inutilisé |
| 41  | 90   | Claudia Rivero         | Pérou              | Redistribution de quota inutilisé |
| 42  | 99   | Monika Fasungova       | Slovaquie          | Redistribution de quota inutilisé |
| 43  | 101  | Alesia Zaitsava        | Biélorussie        | Redistribution de quota inutilisé |
| 44  | 102  | Hadia Hosny            | Égypte             | Afrique                           |
|     | 103  | Kerry-Lee Harrington   | Afrique du Sud     | Redistribution de quota inutilisé |
| 45  | 105  | Sara Blengsli Kværnø   | Norvège            | Redistribution de quota inutilisé |
| 46  | 109  | Thilini Jayasinghe     | Sri Lanka          | Redistribution de quota inutilisé |

### Double messieurs
| Pos | Rang | Athlètes         | Athlètes           | Pays           | Note      |
| --- | ---- | ---------------- | ------------------ | -------------- | --------- |
| 1   | 1    | Cai Yun          | Fu Haifeng         | Chine          | Asie      |
| 2   | 2    | Jung Jae-sung    | Lee Yong-dae       | Corée du Sud   |           |
| 3   | 3    | Mathias Boe      | Carsten Mogensen   | Danemark       | Europe    |
| 4   | 4    | Ko Sung-hyun     | Yoo Yeon-seong     | Corée du Sud   |           |
| 5   | 5    | Chai Biao        | Guo Zhendong       | Chine          |           |
| 6   | 6    | Mohammad Ahsan   | Bona Septano       | Indonésie      |           |
| 7   | 7    | Fang Chieh-min   | Lee Sheng-mu       | Taipei chinois |           |
| 8   | 8    | Koo Kien Keat    | Tan Boon Heong     | Malaisie       |           |
| 9   | 11   | Naoki Kawamae    | Shōji Satō         | Japon          |           |
| 10  | 17   | Bodin Issara     | Maneepong Jongjit  | Thaïlande      |           |
| 11  | 18   | Ingo Kindervater | Johannes Schöttler | Allemagne      |           |
| 12  | 20   | Vladimir Ivanov  | Ivan Sozonov       | Russie         |           |
| 13  | 21   | Howard Bach      | Tony Gunawan       | États-Unis     | Amériques |
| 14  | 22   | Adam Cwalina     | Michał Łogosz      | Pologne        |           |
| 15  | 33   | Ross Smith       | Glenn Warfe        | Australie      | Océanie   |
| 16  | 48   | Dorian James     | Willem Viljoen     | Afrique du Sud | Afrique   |

### Double dames
| Pos | Rang | Athlètes                | Athlètes            | Pays           | Note      |
| --- | ---- | ----------------------- | ------------------- | -------------- | --------- |
| 1   | 1    | Wang Xiaoli             | Yu Yang             | Chine          | Asie      |
| 2   | 2    | Tian Qing               | Zhao Yunlei         | Chine          |           |
| 3   | 3    | Ha Jung-eun             | Kim Min-jung        | Corée du Sud   |           |
| 4   | 4    | Mizuki Fujii            | Reika Kakiiwa       | Japon          |           |
| 5   | 5    | Kamilla Rytter Juhl     | Christinna Pedersen | Danemark       | Europe    |
| 6   | 6    | Miyuki Maeda            | Satoko Suetsuna     | Japon          |           |
| 7   | 8    | Jung Kyung-eun          | Kim Ha-na           | Corée du Sud   |           |
| 8   | 10   | Cheng Wen-hsing         | Chien Yu-chin       | Taipei chinois |           |
| 9   | 12   | Greysia Polii           | Meiliana Jauhari    | Indonésie      |           |
| 10  | 13   | Shinta Mulia Sari       | Yao Lei             | Singapour      |           |
| 11  | 15   | Poon Lok Yan            | Tse Ying Suet       | Hong Kong      |           |
| 12  | 16   | Jwala Gutta             | Ashwini Ponnappa    | Inde           |           |
| 13  | 18   | Valeria Sorokina        | Nina Vislova        | Russie         |           |
| 14  | 28   | Alex Bruce              | Michelle Li         | Canada         | Amériques |
| 15  | 35   | Leanne Choo             | Renuga Veeran       | Australie      | Océanie   |
| 16  | 44   | Michelle Claire Edwards | Annari Viljoen      | Afrique du Sud | Afrique   |

### Double mixte
| Pos | Rang | Athlètes                | Athlètes              | Pays            | Note      |
| --- | ---- | ----------------------- | --------------------- | --------------- | --------- |
| 1   | 1    | Zhang Nan               | Zhao Yunlei           | Chine           | Asie      |
| 2   | 2    | Xu Chen                 | Ma Jin                | Chine           |           |
| 3   | 3    | Tantowi Ahmad           | Lilyana Natsir        | Indonésie       |           |
| 4   | 4    | Joachim Fischer Nielsen | Christinna Pedersen   | Danemark        | Europe    |
| 5   | 5    | Chen Hung-ling          | Cheng Wen-hsing       | Taipei chinois  |           |
| 6   | 6    | Thomas Laybourn         | Kamilla Rytter Juhl   | Danemark        |           |
| 7   | 7    | Lee Yong-dae            | Ha Jung-eun           | Corée du Sud    |           |
| 8   | 8    | Sudket Prapakamol       | Saralee Thungthongkam | Thaïlande       |           |
| 9   | 9    | Chan Peng Soon          | Goh Liu Ying          | Malaisie        |           |
| 10  | 10   | Chris Adcock            | Imogen Bankier        | Grande-Bretagne |           |
| 11  | 11   | Shintaro Ikeda          | Reiko Shiota          | Japon           |           |
| 12  | 12   | Aleksandr Nikolaenko    | Valeria Sorokina      | Russie          |           |
| 13  | 14   | Valiyaveetil Diju       | Jwala Gutta           | Inde            |           |
| 14  | 16   | Michael Fuchs           | Birgit Michels        | Allemagne       |           |
| 15  | 19   | Robert Mateusiak        | Nadieżda Zięba        | Pologne         |           |
| 16  | 26   | Toby Ng                 | Grace Gao             | Canada          | Amériques |